# Anoplophora elegans
Anoplophora elegans är en skalbaggsart som först beskrevs av Charles Joseph Gahan 1888. Anoplophora elegans ingår i släktet Anoplophora och familjen långhorningar.
Artens utbredningsområde är Myanmar. Inga underarter finns listade i Catalogue of Life.

## Bildgalleri

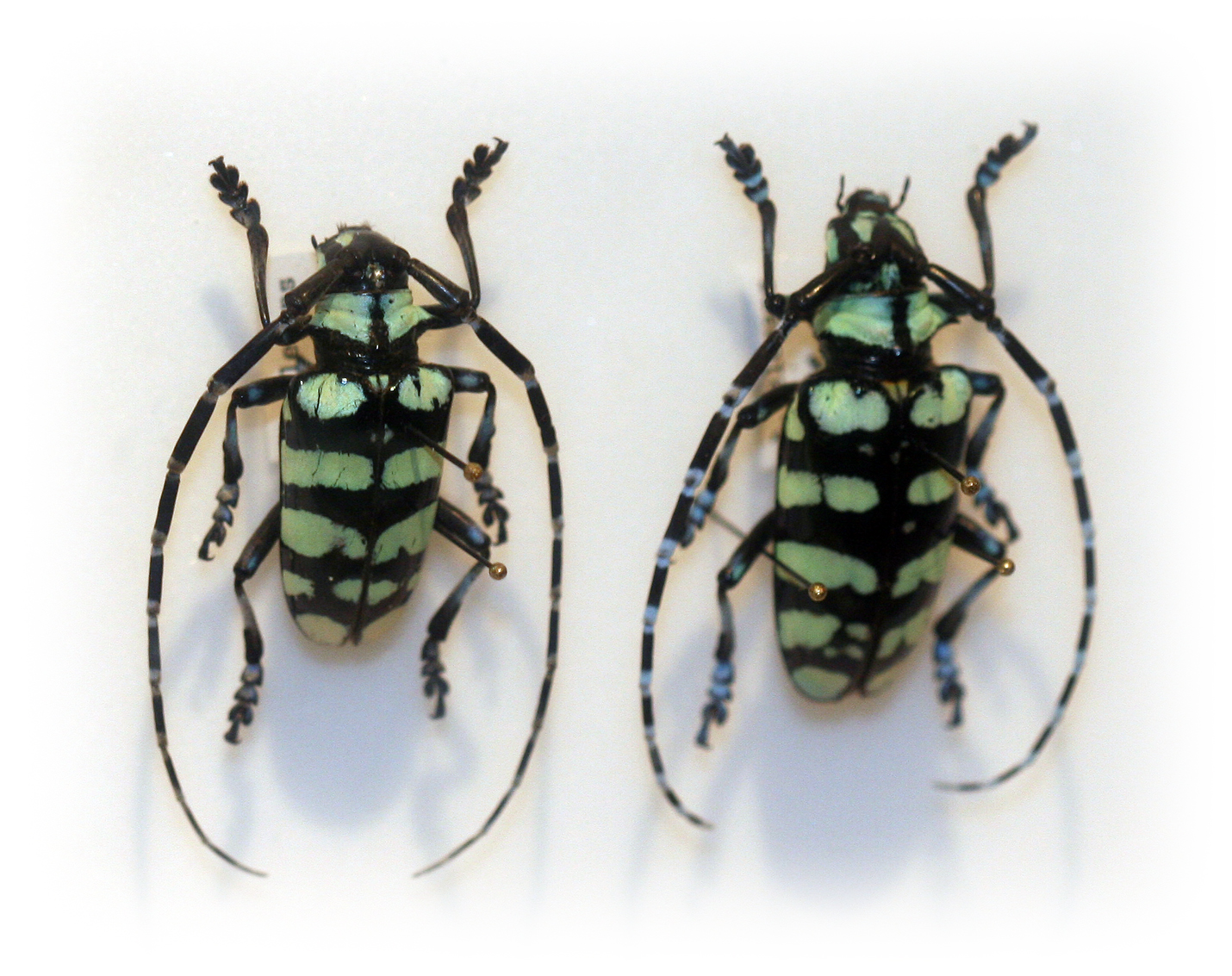